# Muzeum Historii Żydowskiej im. Gaona w Wilnie
Muzeum Historii Żydowskiej im. Gaona w Wilnie (lit. Vilniaus Gaono žydų istorijos muziejus) – muzeum w Wilnie otwarte w 1989 roku, poświęcone historii Żydów na Litwie oraz Holocaustowi.

## Historia i współczesność
Państwowe Muzeum Historii Żydowskiej im. Gaona w Wilnie jest republikańską instytucją budżetową, która gromadzi, chroni, bada, restauruje i eksponuje historyczne, materialne i duchowe dziedzictwo litewskich Żydów, obiekty tradycyjnej i współczesnej sztuki żydowskiej, a także dokumenty i przedmioty związane z Holocaustem. Tradycje żydowskiego muzealnictwa w Wilnie sięgają 1913 roku. Muzeum Żydowskie działało także w stolicy Litewskiej SRR po II wojnie światowej.
Muzeum im. Gaona powstało z inicjatywy żydowskiej inteligencji mieszkającej w Wilnie, m.in. braci Emanuela i Marka Zingerisów. Oficjalnie decyzję o utworzeniu placówki podjęła Rada Ministrów Litewskiej SRR w dniu 6 września 1989 roku. W 1991 roku Muzeum Sztuki im. Mikalojusa Konstantinasa Čiurlionisa w Kownie przekazało wileńskiemu muzeum ocalałe eksponaty istniejącego w przeszłości Żydowskiego Towarzystwa Historii i Etnografii w Kownie. Stanowiły one podstawę zbiorów muzealnych. W 1997 roku, z okazji 200. rocznicy śmierci Gaona Wileńskiego, muzeum otrzymało jego imię.
Obecnie muzeum posiada trzy oddziały: Muzeum Samuela Baka (adres: Naugarduko g. 10), ekspozycję poświęconą Holocaustowi (Pamėnkalnio g. 12) oraz Memoriał w Ponarach (Agrastų g. 15). Planowane są także dwa dodatkowe oddziały: Muzeum Kultury i Tożsamości Żydów Litewskich (Pylimo g. 4) oraz Muzeum Pamięci Jacquesa Lipchitza w Druskienikach (Šv. Jokūbo 17, Druskininkai). Muzeum jest utrzymywane przez państwo litewskie.

## Dyrektorzy muzeum
- Emanuelis Zingeris (1989–2004)
- Markas Zingeris (2005–2019)
- Kamilė Rupeikaitė-Mariniuk (2019–2022)
- dr Simonas Strelcovas (od 2023)